# Kościół św. Jerzego w Kondratowie
Kościół św. Jerzego w Kondratowie – kościół położony w miejscowości Kondratów, w województwie dolnośląskim, w powiecie jaworskim, w gminie Męcinka.

## Przynależność i położenie

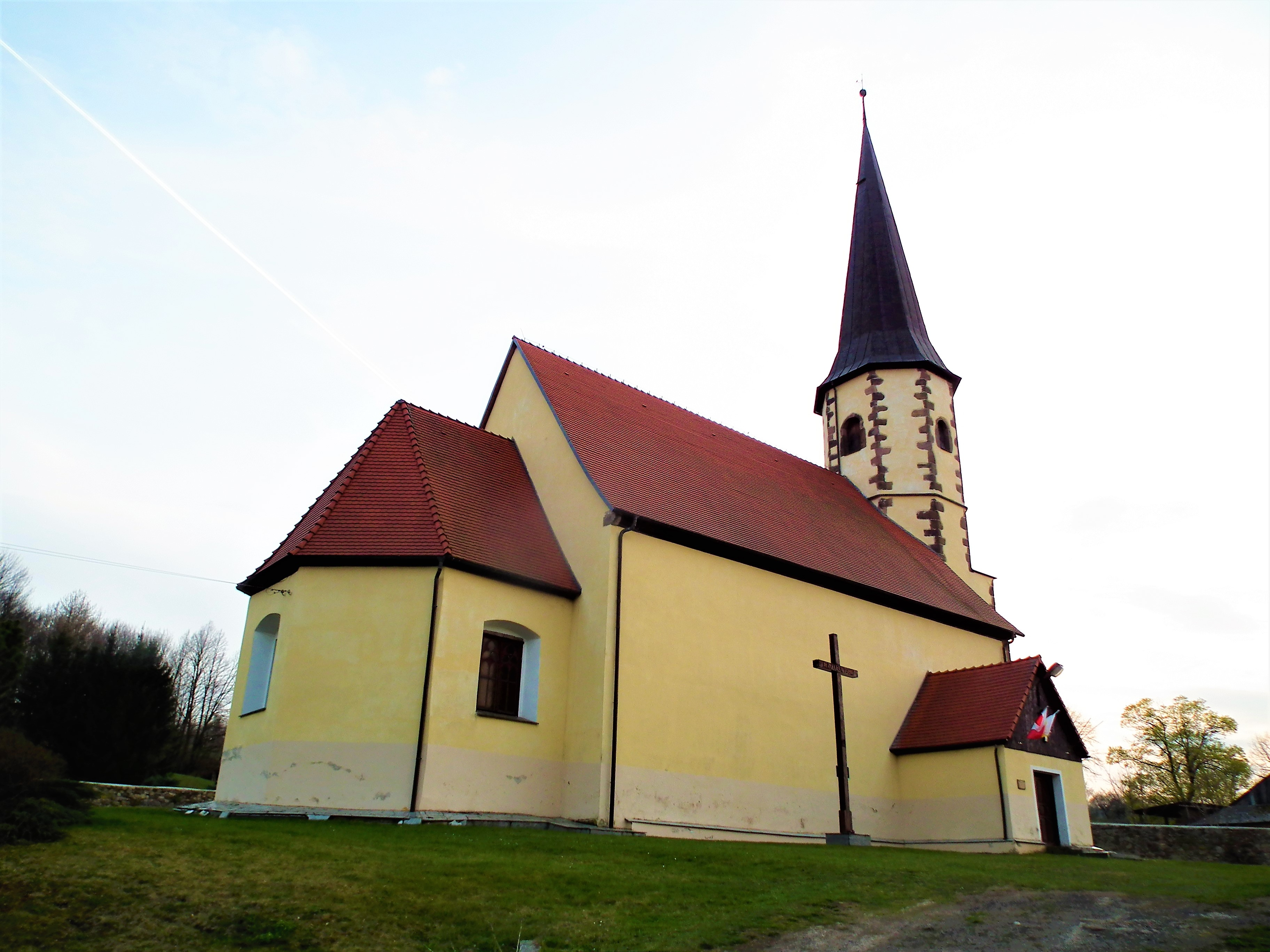
Widok od strony prezbiterium

Świątynia należy do parafii Św. Marcina w Pomocnem. Położona jest w centralnej części wsi, na lewym (południowym) zboczu doliny potoku Wilcza.

## Historia
Kościół pierwotnie romański, wzmiankowany w 1311, wzniesiony przed 1396, przebudowany w XVII i XVIII wieku, restaurowany w początku XX wieku.
W 1961 został wpisany do rejestru zabytków (obecnie lista Narodowego Instytutu Dziedzictwa)

## Architektura
Jest to budowla orientowana, murowana z kamienia, jednonawowa z trójbocznie zamkniętym prezbiterium, z wieżą na osi. Wnętrze nakryte drewnianym stropem, pierwotnie prawdopodobnie sklepione. W ścianie północnej uskokowy portal z półkolistym tympanonem z rzeźbionym krucyfiksem. Cenny jest portal w kruchcie.

## Wyposażenie
We wnętrzu gotycki tryptyk z 1550 z malowidłami na skrzydłach. Kilka renesansowych kamiennych nagrobków z XVI wieku oraz epitafiów malowanych na desce, renesansowa ambona i chrzcielnica. Barokowe są: ołtarz główny i stalle.
Na ścianie zewnętrznej wmurowana jest tablica pamiątkowa upamiętniająca remont kapitalny obiektu, który zrealizowano w latach 1998-1999. W mur otaczający świątynię wmurowano kamień nagrobny Augusty Reinsch (1859-1924). 